# Smenchkare
Smenchkare is de naam van twee (mogelijke) farao's in de Egyptische oudheid. De naam Smenchkare betekent: "Sterk is de ziel van Re".
De eerste is niet meer dan een naam op de lange lijst met koningsnamen van de 13e dynastie. Wat bekender is de koning van deze naam van de 18e dynastie van het Nieuwe Rijk, waarover dit artikel gaat, hoewel ook omtrent deze persoon veel onduidelijk is.

## Biografie
De identiteit van Smenchkare is een beetje mysterieus. Egyptologen zijn er niet over uit of het een man of vrouw is geweest, maar men gaat uit van een man omdat er in de hele Egyptische geschiedenis maar een paar vrouwelijke heersers geweest zijn. De moeilijkheid is echter dat deze farao een paar namen deelt met Nefertiti, echtgenote van Achnaton. Een mogelijkheid bestaat dat Semenchkare in werkelijkheid dezelfde persoon als Nefertiti was, aangezien het niet helemaal onmogelijk was voor vrouwen om de troon te bestijgen.
Wie Smenchkare precies ook was, hij heerste maar kort over Egypte. Dit wordt bevestigd met een wijnetiket in zijn Jaar 1 van het "Huis van Smenchkare" en de zes koninklijke zegels met zijn naam erop. Zijn tijd was een periode van grote beroering in Egypte, omdat het religieuze experiment van monotheïsme van zijn voorganger Achnaton het land tot chaos had laten afglijden. De druk om de klok terug te draaien naar het oude bestel moet heel groot geweest zijn.

### Verchillende personen
Twee namen worden geassocieerd met Smenchkare:
- Anch-cheperoere Neferneferoeaten, de vrouw van Achnaton.
- Anch-cheperoere Smenchkare, die geïdentificeerd kan worden als de man van Meritaton, dochter van Achnaton en vrouw van Achnaton na de dood van Nefertiti.

Bij het dateren moeten we ons realiseren dat een label van een wijnkruik en zes koninklijke zegels de enige vondsten met de naam Anch-cheperoere Smenchkare zijn die ons resten. Sommige (vrouwelijke) voorwerpen zijn opnieuw gebruikt in het graf van Toetanchamon. Dit suggereert dat Anch-cheperoere Smenchkare een persoon niet dezelfde persoon als Nefertiti is. Sommigen merken echter op dat als Nefertiti uit beeld verdwijnt Smenchkare juist verschijnt, en ook dat deze persoon wordt weergegeven als degene die de riten uitvoert voor haar man die de troon bestijgt op Achnatons begrafenis. Dit betekent dat Smenchkare en Nefertiti misschien toch dezelfde persoon zijn.
Ook heeft men voorgesteld dat Smenkhkare de namen van Nefertiti, zij het in hun mannelijke schrijfwijze aangenomen heeft. Het is moeilijk in te zien hoe de gedachte dat Smenchkare eigenlijk de vrouw Nefertiti is te verenigen is met het bekende feit dat Smenchkare gehuwd was met Meritaten, de oudste dochter van Achnaton. Immers waarom (en hoe) zou Nefertiti haar eigen dochter als echtgenoot overgenomen hebben? En toch wordt de troonnaam van Anch-cheperoere nu en dan geschreven in de vrouwelijke vorm Anchet-cheperoere, met vrouwelijk "t". Dit zou te verklaren zijn door aan te nemen dat de naam Anch-cheperoere Neferneferoeaten op Nefertiti duidt die echter een ander persoon dan Anch-cheperoere Smenchkare was.
Een fragmentarische stele van Amarna, die nu als Coregency Stela wordt bekend, voegt meer bewijsmateriaal maar ook meer verwarring toe. De stele beeldde oorspronkelijk drie figuren uit, herkenbaar als Achnaton, Nefertiti en Meritaton. Na de vervaardiging ervan werd de naam van Nefertiti echter uitgebeiteld en vervangen door de naam Anch-cheperoere Neferneferoeaten. De naam van Meritaton werd vervangen met die van Anchesenpaäton, de derde dochter van Achenaten en Nefertiti. Waarom deze namen werden vervangen is nog steeds onderwerp van discussie.
James Allens identificeerde Anch-cheperoere Neferneferoeaten als  co-regent van Achnaton in het 2-3e regeringsjaar. Maar deze persoon was iemand anders dan de hier besproken Anch-cheperoere Smenchkare. Het was een zij in plaats van een hij en ze was nog zeer jong in plaats van oud.